# Laguna de Calderas
O Lago de Calderas também conhecido como Laguna de Calderas é um lago localizado numa cratera das montanhas da Guatemala. Localiza-se no município de San Vicente Pacaya, Escuintla, Guatemala. Encontra-se a aproximadamente a 6 km ao sul do Lago Amatitlán e a 3 km ao norte da acção do Vulcão Pacaya. Este lago tem uma área de 11 ha e está situado a uma altitude de 1.778 m.